# Grotten van Yungang
De grotten van Yungang zijn oude boeddhistische tempelgrotten in de buurt van de Chinese stad Datong. De grotten zijn in honingraatvorm uitgehouwen in de zuidwand van het Wuzhoe Shangebergte. De grotten zijn door UNESCO in 2001 tot Werelderfgoed benoemd.

## Grotten
De grotten met de daarin eveneens uitgehouwen beelden en beeldjes, strekken zich uit over een lengte van bijna een kilometer in de vallei van de rivier de Shri li, ongeveer 16 kilometer ten zuidwesten van Datong in het noorden van de provincie Shanxi. Het oudste gedeelte kwam tot stand tussen 460 en 525 onder de Noordelijke Wei-dynastie. In de omgeving van het grottencomplex bevinden zich thans enkele economisch belangrijke steenkolenmijnen.

## Beelden
Het complex telt 254 grotten, waarvan 45 als de belangrijkste worden beschouwd, met daarin meer dan 51.000 beelden en beeldjes, in grootte variërend van 17 meter tot enkele centimeters. Het merendeel betreft boeddha's en boddhisattva's, vaak van monumentale afmetingen, maar ook in minuscule vorm in hele reeksen. Daarnaast zijn er beelden van hemelse wezens zoals feeën en muzikanten, die het geluk van de Verlichte uitbeelden en meer aardse figuren, die in de legende rond het leven van Boeddha Gautama een rol spelen.

## Andere beroemde grottencomplexen in China

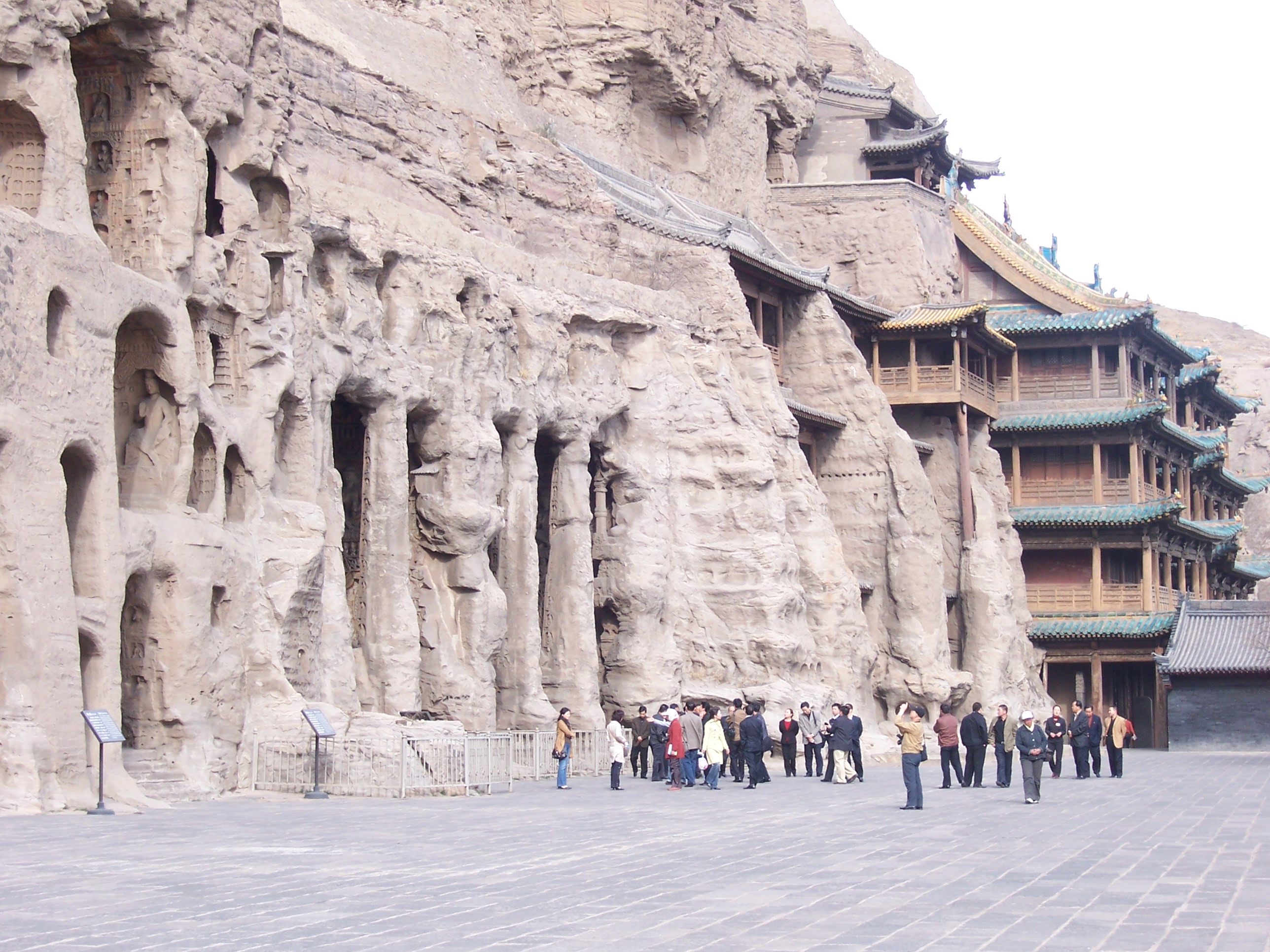
Grot 9

- Mogao-grotten
- Grotten van Longmen
- Yulin-grotten

Chinese Muur · Heilige berg Taishan · Verboden Stad · Paleis van Mukden · Mogaogrotten · Mausoleum van de eerste Qin-keizer · Vindplaats van de Pekingmens in Zhoukoudian · Berglandschap van Huang Shan · Jiuzhaigou-vallei · Huanglong · Wulingyuan · Bergresidentie en afgelegen tempels van Chengde · Tempel en begraafplaats van Confucius en het huis van de familie Kong in Qufu · Oud gebouwencomplex in de Wudangbergen · Historisch ensemble van het Potala-paleis in Lhasa · Jokhangtempel · Norbulingkatempel · Nationaal park Lushan · Landschap rond de berg Emei, inbegrepen het gebied van de Grote Boeddha van Leshan · Oude stad Lijiang · Oude stad Pingyao · Suzhou · Zomerpaleis, een keizerlijke tuin in Peking · Tempel van de hemel, een keizerlijk offeraltaar in Peking · Rotssculpturen van Dazu · Wuyigebergte · Oude dorpen in zuidelijk Anhui - Xidi en Hongcun · Keizerlijke paleizen van de Ming- en Qing-dynastieën in Peking en Shenyang · Grotten van Longmen · Qingcheng en Dujiangyan-irrigatiesysteem · Grotten van Yungang · Beschermd gebied van drie parallelle rivieren in Yunnan · Hoofdsteden en graven van het oude koninkrijk Koguryo · Historisch centrum van Macau · Reservaten van de reuzenpanda in Sichuan · Yinxu · Diaolou en dorpen in Kaiping · Zuid-Chinese karstlandschap · Tulou in Fujian · Nationaal park Sanqingshan · Wutai Shan · Cultuurlandschap van het Westelijke Meer van Hangzhou · Tian Shan in Xinjiang · Cultuurlandschap van rijstterrassen van de Hani in Honghe · Het Grote Kanaal · Zijderoute: het wegennetwerk van de Chang'an-Tiensjancorridor · Sites van de Tusi · Cultuurlandschap met rotstekeningen van Zuojiang Huashan · Hubei Shennongjia · Qinghai Hoh Xil · Gulangyu: een historische internationale nederzetting · Fanjingshan · Archeologische ruïnes van de stad Liangzhu · Trekvogelreservaten langs de kust van de Gele Zee en de Golf van Bohai · Quanzhou
- Bibliotheek van het Japanse parlement: 00953724
- Nationale Bibliotheek van Tsjechië: ge343538
- Virtual International Authority File: 139492207